# Hanna Jürgens
Hanna Jürgens (* 1976 in Münster) ist eine deutsche Schauspielerin.

## Berufliche Entwicklung
Noch zu Schulzeiten machte Hanna Jürgens 1992/93 eine Ausbildung zur Bühnentänzerin bei John Neumeier in Hamburg. Nach ihrem Abitur absolvierte sie von 1995 bis 1999 ein Schauspielstudium (Diplom) an der Bayerischen Theaterakademie August Everding, Hochschule für Musik und Theater, in München. Sie wohnt mit ihrer Familie in Berlin-Mitte.

## Theater
- 2002–2017: Berliner Ensemble
- 1999–2002: Theater Oberhausen
- 2005: Theater Aachen
- 2005–2008: Staatstheater Wiesbaden
- 2005–2006: Staatstheater Kassel
- 2007: Ernst-Deutsch-Theater Hamburg
- 2008: Burgfestspiele Bad Vilbel

## Filmografie

### Kinofilme
- 1998: Fool Moon – zurück nach Kleindingharting (Kurzfilm)
- 2006: Neandertal
- 2015: Kugelmenschen[3] (Kurzfilm)

### Fernsehfilme und Serien
- 2004: Hinter Gittern – Der Frauenknast (3 Folgen)
- 2005: Pommery und Leichenschmaus (Fernsehfilm)
- 2010: SOKO Köln – Schuldig
- 2011: Küstenwache – Das perfekte Alibi
- 2014: Kommissar Marthaler – Engel des Todes[4]
- 2017: SOKO Wismar – Der letzte Zeuge
- 2017: Der Kommissar und das Kind (Fernsehfilm)
- 2018: Um Himmels Willen – Im falschen Körper
- 2018: Jenny – echt gerecht – Der Miethai
- 2018: SOKO Leipzig – Falsche Hoffnung
- 2019: Jenny – echt gerecht – Bis dass der Tod uns scheidet
- 2019: Alarm für Cobra 11 – Die Autobahnpolizei – Außer Atem
- 2020: SOKO Köln – Wunschkinder
- 2020: In aller Freundschaft – Gegenwind
- 2020: Der Usedom-Krimi: Nachtschatten (Fernsehreihe)
- 2021: Die Heiland – Wir sind Anwalt – Rebellenkind
- 2022: Ein starkes Team – Schulzeit
- 2023: Letzte Spur Berlin – Padam!
- 2025: SOKO Potsdam – Eure Welt, unsere Welt